# Cimetière militaire de Prowse Point
 (janvier 2023).
La mise en forme du texte ne suit pas les recommandations de Wikipédia : il faut le « wikifier ».
Les points d'amélioration suivants sont les cas les plus fréquents. Le détail des points à revoir est peut-être précisé sur la page de discussion.
- Les titres sont pré-formatés par le logiciel. Ils ne sont ni en capitales, ni en gras.
- Le texte ne doit pas être écrit en capitales (les noms de famille non plus), ni en gras, ni en italique, ni en « petit »…
- Le gras n'est utilisé que pour surligner le titre de l'article dans l'introduction, une seule fois.
- L'italique est rarement utilisé : mots en langue étrangère, titres d'œuvres, noms de bateaux, etc.
- Les citations ne sont pas en italique mais en corps de texte normal. Elles sont entourées par des guillemets français : « et ».
- Les listes à puces sont à éviter, des paragraphes rédigés étant largement préférés. Les tableaux sont à réserver à la présentation de données structurées (résultats, etc.).
- Les appels de note de bas de page (petits chiffres en exposant, introduits par l'outil «  Source ») sont à placer entre la fin de phrase et le point final[comme ça].
- Les liens internes (vers d'autres articles de Wikipédia) sont à choisir avec parcimonie. Créez des liens vers des articles approfondissant le sujet. Les termes génériques sans rapport avec le sujet sont à éviter, ainsi que les répétitions de liens vers un même terme.
- Les liens externes sont à placer uniquement dans une section « Liens externes », à la fin de l'article. Ces liens sont à choisir avec parcimonie suivant les règles définies. Si un lien sert de source à l'article, son insertion dans le texte est à faire par les notes de bas de page.
- La présentation des références doit suivre les conventions bibliographiques. Il est recommandé d'utiliser les modèles {{Ouvrage}}, {{Chapitre}}, {{Article}}, {{Lien web}} et/ou {{Bibliographie}}. Le mode d'édition visuel peut mettre en forme automatiquement les références.
- Insérer une infobox (cadre d'informations à droite) n'est pas obligatoire pour parachever la mise en page.

Pour une aide détaillée, merci de consulter Aide:Wikification.
Si vous pensez que ces points ont été résolus, vous pouvez retirer ce bandeau et améliorer la mise en forme d'un autre article.
Pour un article plus général, voir Sites funéraires et mémoriels de la Première Guerre mondiale (Front Ouest).
Le cimetière militaire de Prowse Point ou Prowse Point Military Cemetery est un cimetière militaire britannique de la Première Guerre mondiale, situé dans la commune belge de Comines-Warneton. Le cimetière est situé à environ 2,3 km au nord - est du centre du village de Ploegsteert, à la lisière nord du bois de Ploegsteert. Elle a été conçue par William Cowlishaw et est entretenue par la Commonwealth War Graves Commission. Le site, presque rectangulaire, mesure environ 4 020 m² et est clôturé par une haie. La Croix du Sacrifice se trouve face à un plan d'eau. Le cimetière Mud Corner est situé à 250 m plus loin, à la fin du chemin menant au bois de Ploegsteert.
Il y a 243 morts enterrés (dont 14 soldats inconnus).
Le cimetière militaire de Prowse Point est un cimetière ouvert, ce qui signifie qu'il est toujours utilisé pour l'inhumation des restes qui se trouvent encore dans la région.

## Histoire
Ce cimetière est le seul à porter le nom d'une personne dans la région. Le major Charles B. Prowse (nommé plus tard brigadier général) commandait la 11e brigade d'infanterie. Il a donné son nom à une ferme de ce site (Prowse Point Farm) qui était farouchement défendue par ses troupes, et on dit qu'il s'est comporté héroïquement. Il a également reçu l'Ordre du service distingué (DSO). Il est tué au combat en juillet 1916 et est inhumé au cimetière militaire de Louvencourt. Le cimetière a été créé par le 2e Royal Dublin Fusiliers et le 1er Royal Warwicks en novembre 1914 et est resté en service jusqu'en avril 1918.
Il s'y trouve 168 Britanniques, 14 Australiens, 42 Néo-Zélandais, 1 Canadien et 12 Allemands.

## Tombes

### Soldats distingués
- WA Connor, sergent du Royal Berkshire Regiment a reçu la Distinguished Conduct Medal (DCM) et a également été récipiendaire de la Croix de guerre (France). Il a été tué le 15 octobre 1917.
- PC Blazenby, mitrailleur dans la Rifle Brigade a reçu la Distinguished Conduct Medal (DCM).
- Les caporaux P. Boddington et Frank Clarence St. George et les sergents Oliver Charles Gerrard et A. Dale ont reçu la Médaille militaire (MM). Ce dernier a reçu ce prix à deux reprises (MM et Barreau).

### Soldats réenterrés

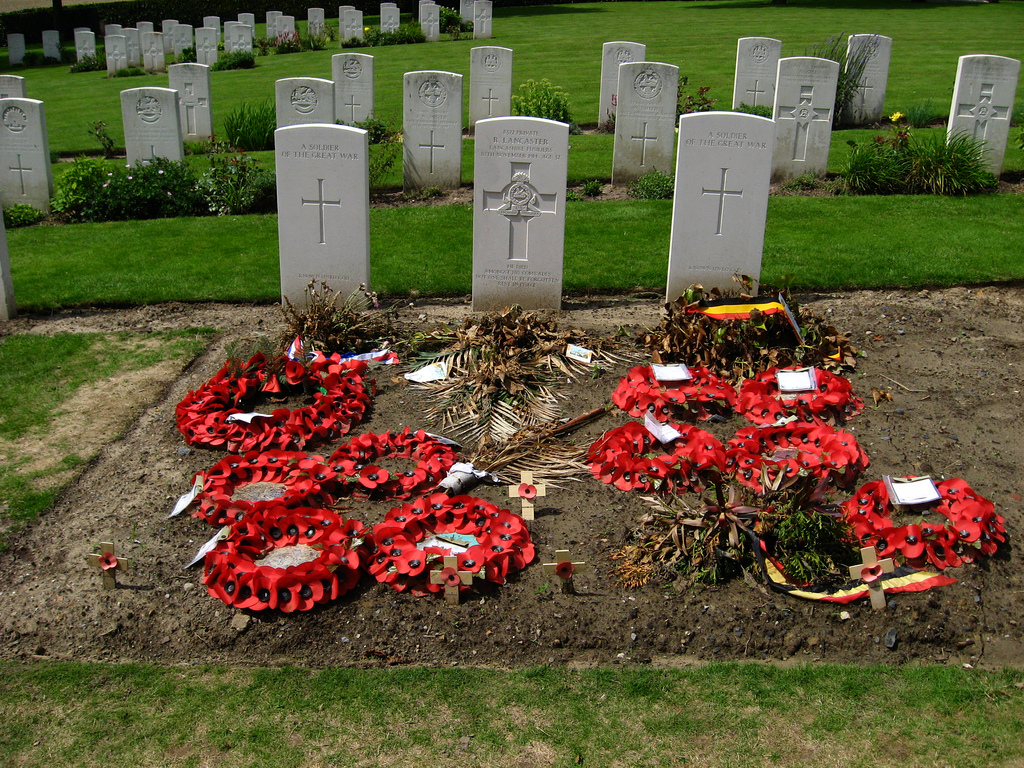
Tombe de Richard Lancaster entre les deux tombes de soldats non identifiés

- Le soldat Harry Wilkinson du 2nd Bn., Lancashire Fusiliers était porté disparu sur le mémorial de Ploegsteert mais a été enterré ici, 87 ans plus tard, après avoir été retrouvé dans un champ en 2000. Il avait 29 ans lorsqu'il fut tué au combat le 10 novembre 1914.
- Privé Richard Lancaster du 2nd Bn., Lancashire Fusiliers . En 2006, ses restes, ainsi que deux autres non identifiés, ont été découverts et réinhumés dans ce cimetière le 4 juillet 2007. Il avait 32 ans lorsqu'il fut tué au combat le 10 novembre 1914[2].
- Le soldat Alan J. Mather de l' infanterie australienne, AIF Ses restes ont été retrouvés par des archéologues en 2008. Grâce à des tests ADN, son identité a été établie grâce à un cousin vivant. Il est tombé le 8 juin 1917 lors de la deuxième bataille de Messines et y a été inhumé le 22 juillet 2010. Il avait 37 ans[3].
- Le 16 avril 2015, les restes de 6 soldats britanniques de la Première Guerre mondiale ont été solennellement enterrés. Ils ont été retrouvés lors de travaux de fouilles à Comines-Warneton. Après avoir examiné les restes des uniformes, des insignes et autres, il a été déterminé qu'il s'agissait de 2 membres du King's Own Royal Regiment et de 2 membres des Lancashire Fusiliers . Aucune marque d'identification claire n'a pu être trouvée des 2 autres victimes[4].